# حوذان منحني
الحوذان المنحني نوع نباتي يتبع جنس الحوذان من الفصيلة الحوذانية.
موطنه الأصلي مناطق شرق أمريكا الشمالية.